# Sant Esteve de Raons
Sant Esteve de Raons era l'església del poble de Raons, de l'antic terme de Llesp, actualment pertanyent al terme del Pont de Suert.
Era una església romànica d'una nau, amb espadanya a ponent; un bell exemplar del romànic popular. El 1982 s'enfonsà, i ara és un munt de ruïnes.